# Mercedes Laspra
Mercedes Laspra   (Gijón, 1915 - Barcelona, 4 de febrer de 2022) fou una locutora de ràdio catalana que va ser la veu de Montserrat Fortuny durant més de 40 anys al consultori sentimental «El consultorio de Doña Montserrat Fortuny».

## Biografia
Va ser filla d'una família de Sant Gervasi de Barcelona, tot i que va néixer ocasionalment a Gijón on la família s'hi havia traslladat per la feina d'enginyer en telefonia del seu pare. Va ser la petita de tres germans. El seu pare va morir quan tenia pocs mesos de vida, i la família va tornar a Barcelona. Va estudiar al col·legi de les monges Concepcionistes de les Corts. A 13 anys va anar a Alemanya amb altres membres de la seva família, on hi va estudiar l'alemany.
Un cop tornada a Barcelona el 1939, va treballar breument com a secretària en una fàbrica de nines i al departament d'economia de la Generalitat de Catalunya, fins que va entrar en contacte amb Radio España, que cercava noves veus que no la identifiquessin amb Rosalia Rovira i Duart, la seva predecessora d'abans del triomf franquista, Ràdio Associació de Catalunya. Fou així com el 29 de maig de 1939 va començar a llegir les preguntes que l'audiència enviava i les corresponents respostes del personatge fictici Montserrat Fortuny, en un consultori sentimental anomenat «El consultorio de Doña Montserrat Fortuny» patrocinat per Laboratoris Eupartol, que ja havien donat suport a un consultori que es feia a la mateixa emissora des del 1936. La redacció de les respostes anaven a càrrec d'Emília Díaz de Tejada, muller del propietari d’Eupartol, i posteriorment de la seva filla Maria Rosa Clavel.
El consultori radiofònic va romandre en antena entre el 29 de maig de 1939 i el 31 d'agost de 1980, moment en què Laspra va plegar per tal de jubilar-se, tot i que va seguir col·laborant amb l'emissora uns mesos per facilitar que engegués un nou magazín radiofònic matinal que incloïa el consultori sentimental, fins que el 1981 es va jubilar definitivament. El Consultori de Montserrat Fortuny va coincidir durant dècades amb el consultori de bellesa femenina d'Elena Francis, ambdós emesos des de Barcelona.